# Назофарингеальная карцинома
Назофарингеальная карцинома (рак носоглотки) — злокачественная опухоль, развивающаяся в верхней части глотки и значительно отличающаяся от других типов опухолей головы и шеи по своему развитию, причинам, клиническому течению и лечебной тактике. Повышенная заболеваемость отмечена в некоторых регионах восточной Азии и Африки.

## Лечение
- Моноклональные антитела: торипалимаб[англ.], пенпулимаб[англ.].